# Карло Висконти
Вижте пояснителната страница за други личности с името Карло Висконти.
Карло Висконти (на италиански: Carlo Visconti di Parma, * ноември 1359 в Милано, Сеньория Милано, † август 1403) от рода Висконти е господар на Парма (1364 г.).

## Произход
Карло е син на Бернабо Висконти (1323 – 1385), владетел на Милано, и на съпругата му Беатриче Реджина дела Скала (1331 – 1384). Негови баба и дядо по бащина линия са Стефано Висконти, господар на Милано, и Валентина Дория, а по майчина – Мастино II дела Скала, господар на Виченца и Верона, и Тадеа да Карара. Има четири братя и десет сестри:
- Тадеа (1351 – 1381), херцогиня на Бавария като съпруга на Стефан III и майка на френската кралица Изабела Баварска
- Верде (ок. 1352 – 1414), херцогиня на Австрия като съпруга на Леополд III Хабсбург
- Марко (1355 – 1382), господар на Парма (1364 – 1382), съпруг на Елизабета Баварска
- Лудовико (1355 – 1404), управител и господар на [[Лоди] 1379 – 1385), и управител и господар на Парма (1385 – 1404), съпруг на Виоланта Висконти
- Валентина (1357 или 1360/62 или 1367 – 1393),кралица на Кипър и титулярна кралица на Йерусалим от 1378 до 1382 г. като съпруга на Петър II дьо Лузинян
- Родолфо (1358 – 1389), господар на Парма (1364 – 1389)
- Антония (1364 – 1405), графиня на Вюртемберг като съпруга на Еберхард III
- Катерина (1362 – 1404), последна господарка на Милано (1385 – 1395) и 1-ва херцогиня на Милано (1395 – 1402) като съпруга на братовчед си Джан Галеацо Висконти
- Аниезе (1363 – 1391), графиня на Мантуа като съпруга на Франческо I Гонзага
- Мадалена (1366 – 1404), херцогиня на  Бавария (1381 – 1393) и на Бавария-Ландсхут (от 1392 г.) като съпруга на Фридрих Мъдри
- Джанмастино (1370 – 1405), господар на Бергамо и на Джера д'Ада, съпруг на Клеофа дела Скала
- Лучия (1372 – 1424), маркграфиня на Майсен като съпруга на Фридрих V фон Тюринген и графиня на Кент като съпруга на Едмънд Холанд
- Елизабета (1374 – 1432), херцогиня на Бавария като съпруга на Ернст Баварски
- Англезия (1377 – 1439), кралица на Кипър, Йерусалим и Армения (ок. 1401 – 1408) като съпруга на Янус дьо Лузинян

Освен това има шест полубратя и девет полусестри от извънбрачни връзки на баща ѝ с пет жени. Баща му Бернабо непрекъснато води войни с Папската държава (той е отлъчен от църквата и е безмилостен тиранин. На 6 май 1385 г. Бернабо и двама от братята му – Лудовико и Родолфо са пленени от братовчед му Джан Галеацо Висконти, който иска властта над Сеньория Милано, и са затворени в замъка на Трецо, където умират.

## Биография
През 1379 г. баща му Бернабо Висконти разделя територията си между легитимните си синове: Марко, Лудовико, Карло, Родолфо и Джанмастино. Карло получава Кремона, Борго Сан Донино и Парма.
Карло е сгоден през 1380 г. за Валентина Висконти (* 1368, † 1408), дъщеря на братовчед му Джан Галеацо Висконти, херцог на Милано. Получава папска була от папа Урбан VI за брака, но той не се осъществява.
През 1382 г. се жени за Беатрис д’Арманяк, дъщеря на граф Жан II д’Арманяк и съпругата му Жан дьо Перигор, и вдовица на Гастон IV дьо Фоа-Беар.
На 6 май 1385 г. Джан Галеацо Висконти кара с хитрост да бъдат заловени чичо му Бернабо със синовете му Родолфо и Лудовико. И тримата са затворени в замъка на Трецо, където намират смъртта си. С този преврат Джан Галеацо поема властта над Милано. Принуден да отиде в изгнание, Карло бяга във Верона, за да потърси помощта на Скалиджери. Съпругата му Беатрис пък отива с първородния им син при Савоя. И дъщеря им Бона, и синът им Джанкарло са родени по време на изгнание.
Карло никога повече не се връща в Милано: на 19 септември 1391 г. той сключва споразумение с Джан Галеацо във Венеция, с което се отказва от наследствените си права върху властта в замяна на пожизнена рента и задължението да живее в Бавария. По-късно обаче Джан Галеацо му разрешава да се установи във Венеция.
Умира през 1403 г. на 43-годишна възраст.

## Брак и потомство
∞ за Беатрис д’Арманяк, дъщеря на граф Жан II д’Арманяк Дебелия, от която има двама сина и две дъщери:
- Марко Висконти (* 14 юни 1383, † сл. 1413)
- Верде Висконти (* и † 1384)
- Бона Висконти (* октомври 1385, † (сл.) 1433), ∞ за Гулиелмо ди Монтаубан
- Джовани Карло (Джанкарло) Висконти, нар. Джанпичинино, (* сл. 1385, † 1418 в Париж, убит), господар на Бреша, Вал Камоника и Ривиера ди Сало (1405), узурпира трона на Миланското херцогство от 16 май 1412 до 12 юли 1412 г. Има двама сина от неизвестна жена.